# Charly Bérard
Pour les articles homonymes, voir Bérard.
Charly Bérard, de son vrai nom Charles Bérard, est un ancien coureur cycliste français, né le 27 septembre 1955 à Nice,. Il a également été directeur sportif de l'équipe de France de 1999 à 2003.

## Biographie
Professionnel de 1980 à 1988, il remporta notamment une étape du Tour de Suisse.
Il a été l'un des coéquipiers de Bernard Hinault, avec lequel il a remporté le contre-la-montre par équipes du Tour d'Italie 1982.
En 2010, il est un des consultants de France Télévisions.

## Palmarès

### Palmarès amateur
- Amateur
  - 1970-1979 : 65 victoires
- 1978
  - Tour d'Île-de-France
  - Circuit du Morvan
- 1979
  - Championnat de la Côte d'Azur

### Palmarès professionnel
- 1982
  - Prologue du Tour d'Italie (contre-la-montre par équipes)
- 1985
  - 2e étape du Tour de Suisse
  - 2e étape du Critérium international
  - 2e du Critérium international
  - 2e du championnat de France sur route
- 1986
  - 2e du Grand Prix de Cannes
  - 10e du Critérium du Dauphiné libéré
- 1987
  - Trophée des grimpeurs

## Résultats sur les grands tours

### Tour de France
- 1981 : 27e
- 1982 : 16e
- 1983 : 56e
- 1984 : 49e
- 1986 : 44e
- 1987 : 59e
- 1988 : 40e

### Tour d'Italie
- 1982 : 42e
- 1986 : non partant (2e étape)